# Ferrocarril Central Andino

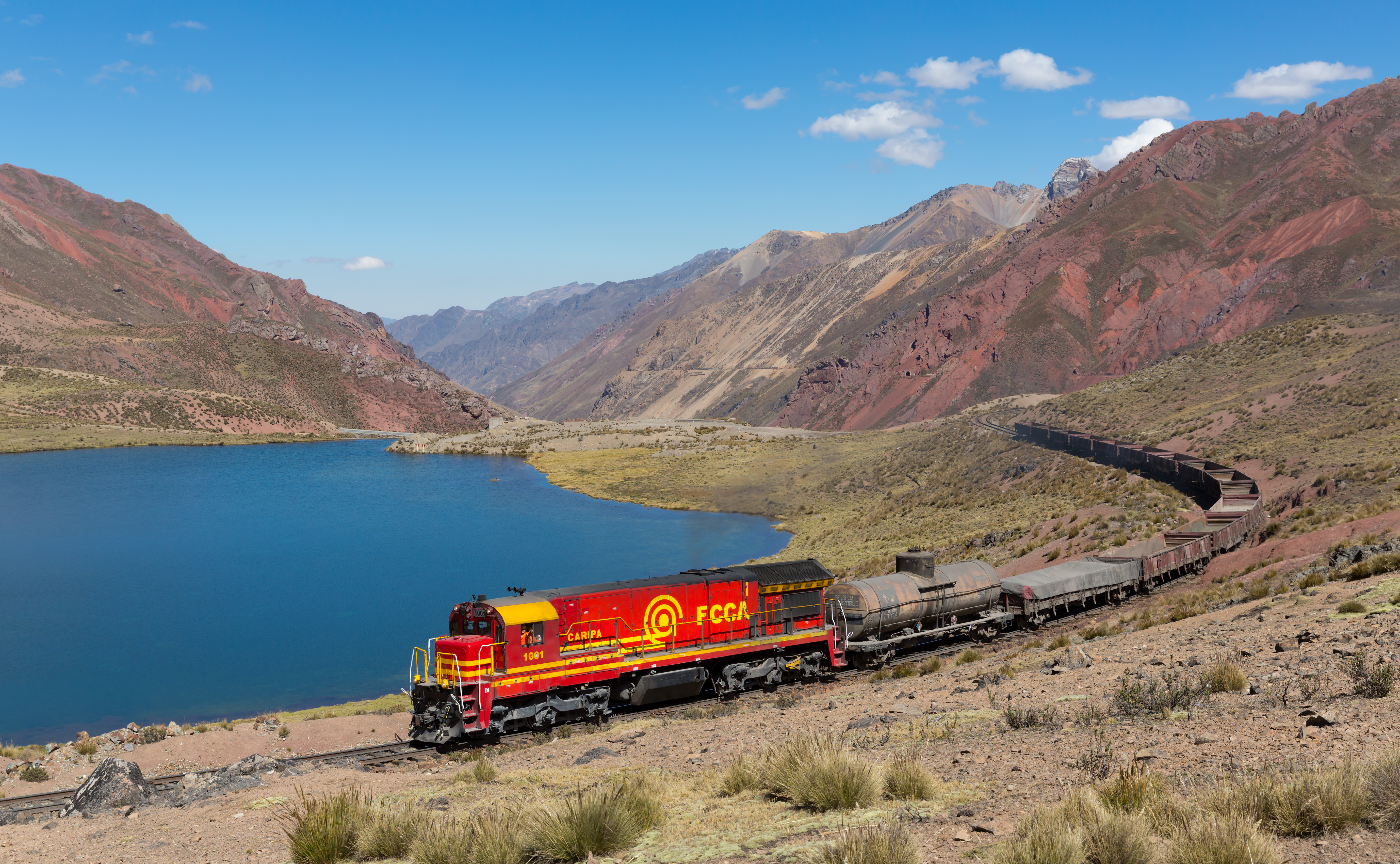
GE C30-7 der FCCA auf 4.710 m Höhe zwischen Chinchán und Ticlio

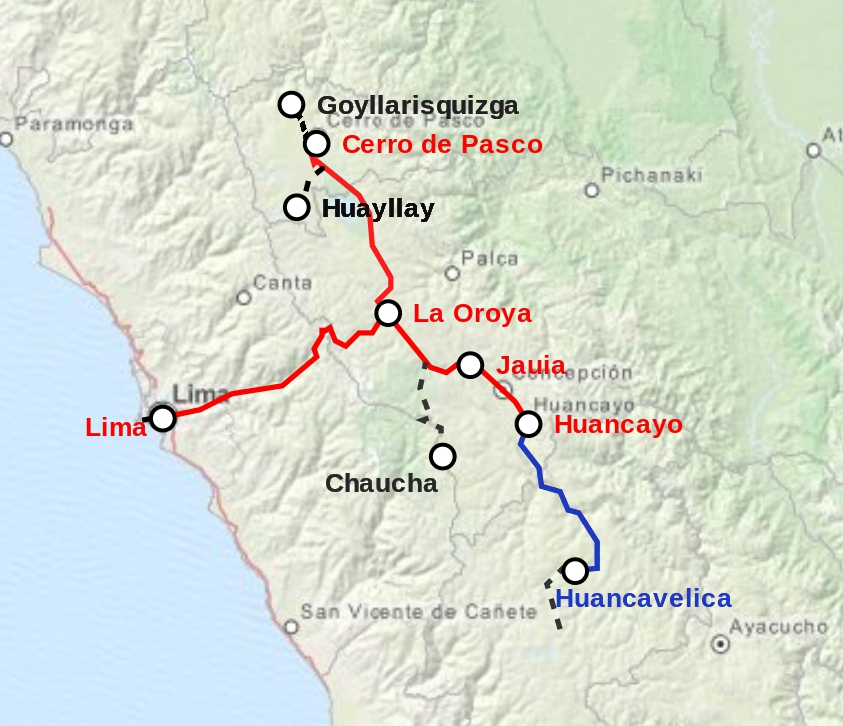
Eisenbahnstrecken in Peru:
Ferrocarril Central del Peru
Strecke Huancayo – Huancavelica
stillgelegte Strecken

Die Ferrocarril Central Andino S. A. (FCCA) ist eine peruanische Aktiengesellschaft, die den Eisenbahnverkehr zwischen Lima und dem peruanischen Hochland betreibt.

## Geschichte
Die Peruanischen Zentralbahn wurde durch Henry Meiggs ab 1869 gebaut. Sie war über hundert Jahre lang die höchstgelegene normalspurige Bahnstrecke weltweit.
Während der Militärregierung von Präsident Juan Velasco Alvarado (1968–1975) wurden die peruanischen Eisenbahnen 1971 faktisch verstaatlicht (offiziell bezeichnet als: „Beschlagnahme gegen einen säumigen Schuldner im Interesse des Volkes“). Als Staatsbahn übernahm die Empresa Nacional de Ferrocarriles (ENAFER) zum 1. Januar 1973 die meisten Eisenbahnen des Landes. Hyperinflation und Wirtschaftskrise unter der ersten Regierung Alan García führten die Bahn in die Insolvenz. ENAFER Peru stellte den Betrieb auf der Zentralbahn 1999 ein.
Noch im gleichen Jahr ging die Bahn in die Hände der Ferrovías Central Andino S.A. als neuer Eigentümerin über. Die FCCA erhielt eine Konzession für 30 Jahre. Eigentümer der FCCA sind die ADR Inversiones S.A.C (30,00 %), Juan Olaechea y Cía. S.R.Ltda.  (27,50 %), Railroad Development Corporation (17,50 %), Inversiones Andino S.A. (15,00 %) und Cía. de Minas Buenaventura S.A.A. (10,00 %).
In Callao entstand ein neues Bahnbetriebswerk, die Bahnstrecke Lima–La Oroya erhielt neue, stärkere Schienen und auch in den Fahrzeugpark wurde investiert.

## Infrastruktur
Das 591 km lange Schienennetz ist eingleisig, heute komplett normalspurig und gabelt sich, von Lima aus betrachtet, in La Oroya. Dieses T-förmige Netz besteht aus den Bahnstrecken:
- Lima–La Oroya,
- La Oroya–Huancavelica und
- La Oroya–Cerro de Pasco

Der Scheitelpunkt der Bahnstrecke Lima–La Oroya liegt beim Bahnhof La Galera auf 4781 m über dem Meeresspiegel und war bis 2005 weltweit der höchste Punkt, den eine normalspurige Eisenbahn erreichte.

## Verkehr
Heute wird die Strecke überwiegend vom Güterverkehr genutzt. 2012 wurden 1,8 Mio. t Güter durch die FCCA transportiert. Der öffentliche Personenverkehr ist eingestellt, es verkehrt aber seit 2003 zwischen April und November alle zwei Wochen ein Touristenzug zwischen Lima und Huancayo.